# Syngonanthus angolensis
Syngonanthus angolensis là một loài thực vật có hoa trong họ Eriocaulaceae. Loài này được H.E.Hess miêu tả khoa học đầu tiên năm 1955.